# جوزيف مانو
جوزيف مانو (بالإنجليزية: Joseph Manu)‏ هو لاعب دوري الرغبي نيوزيلندي، ولد في 29 يونيو 1996 في هاميلتون في نيوزيلندا.